# Чамац за крон-принца
„Чамац за крон принца” је југословенски ТВ филм из 1969. године. Режирао га је Берислав Макаровић а сценарио је написао Иван Сламниг.

## Улоге
| Глумац         | Улога |
| -------------- | ----- |
| Раде Шербеџија |       |
| Нева Росић     |       |
| Нада Суботић   |       |
| Драго Митровић |       |
| Божена Краљева |       |
| Виктор Бек     |       |
| Иво Фици       |       |